# 永仁の壺事件
永仁の壺事件（えいにんのつぼじけん）は、1960年（昭和35年）に発覚した、古陶器の贋作事件である。

## 概要
1959年（昭和34年）、「永仁二年」（1294年）の銘をもつ瓶子（へいし）が、鎌倉時代の古瀬戸の傑作であるとして国の重要文化財に指定された。しかしその直後からその瓶子は贋作ではないかという疑惑がもたれていた。この瓶子は結局、2年後に重要文化財の指定を解除されることとなり、重文指定を推薦していた文部技官が引責辞任をするなど、美術史学界、古美術界、文化財保護行政を巻き込むスキャンダルとなった。件の瓶子は実は陶芸家の加藤唐九郎の現代の作であったということで決着したが、事件の真相についてはなお謎の部分が残されていると言われる。

## 事件の経過

### 背景
「永仁二年」銘の瓶子（以下、「永仁の壺」という）が作られたのは1937年（昭和12年）とされている。作者は陶芸家の加藤唐九郎とされるが、長男加藤嶺男、次男加藤重高、弟加藤武一などとする異説もあり、その製作の目的についても、習作、神社奉納用等、諸説ある。なお、「永仁の壺」と通称されてはいるが、神社の御神酒徳利に似た細口の容器で、「壺」というよりは「瓶子」と称すべきものである。
この作品の存在が初めて公表されたのは、第二次世界大戦中の1943年（昭和18年）のことで、同年1月7日付けの中部日本新聞に愛知県志段味村（現名古屋市守山区）の出土品として紹介された。さらに「考古学雑誌」の同年7月号にも紹介されている。加藤唐九郎は自ら編纂し1954年（昭和29年）に発刊した『陶器辞典』に「永仁の壺」の写真を掲載し、自ら解説を執筆して、この作品を鎌倉時代の作品であるとしている。

### 重要文化財に指定
1959年（昭和34年）6月27日、「永仁の壺」は鎌倉時代の古瀬戸で、年代の明らかな基準作品として国の重要文化財に指定された。指定に際しては国際的な陶磁研究の第一人者で、文部技官・文化財専門審議会委員であった小山富士夫の強力な推薦があった。実は、「永仁」銘の瓶子は対で存在していたが、そのうちの1つが当時行方不明になっていた。そのため、小山は残る「永仁の壺」の海外流出を懸念し、重要文化財指定を急いだ経緯もあるという。また、「永仁の壺」を真作とした根拠の1つに、「永仁の壺」と同様の陶片がこの作品が作られたとされる瀬戸の「松留窯」から出土していたことにあった。しかし、実際は「松留窯」の存在自体が加藤唐九郎の捏造であったことが後に判明した。

### 疑惑と告白
「永仁の壺」に対しては重要文化財指定直後から、鎌倉時代ではなく現代の作品ではないのかという声があがり、1960年（昭和35年）2月に読売新聞でこの問題が取り上げられてから騒ぎが一際大きくなった。同年8月、週刊誌において加藤唐九郎の長男・加藤嶺男が「あの壺は自分が作ったものだ」と述べた。唐九郎はこの頃ヨーロッパに渡航していたが、同年9月23日、今度は唐九郎本人が「永仁の壺」は1937年（昭和12年）頃に製作した自分の作品であると表明した（報道は9月25日以降）。
文化財保護委員会では「永仁の壺」のエックス線蛍光分析を行った結果、釉薬に含まれる元素の比率が鎌倉時代のものとは異なると結論した。また、位相差顕微鏡による調査では「永仁の壺」の表面には、数百年前の作品なら見られるはずの経年変化が認められなかった。こうして、「永仁の壺」を含む3件の重要文化財陶器は1961年（昭和36年）4月10日付けで指定を解除され、文部技官・文化財専門審議会委員小山富士夫は責任を取って辞任した。
現代の作品であることを理由に、1961年（昭和36年）4月10日付けで指定解除された重要文化財は次の3件である。
- 「古瀬戸瓶子 永仁二年の刻銘がある」- 1959年（昭和34年）6月27日重要文化財指定[1]
- 「古瀬戸狛犬 2躯」- 1955年（昭和30年）2月2日重要文化財指定[4]
- 「古瀬戸黄釉蓮花唐草文四耳壺」- 1940年（昭和15年）2月23日重要美術品等認定[5]、1953年（昭和28年）3月31日重要美術品等資格消滅・重要文化財指定[6]

壺の実際の製作者が誰かについては諸説あるが、加藤唐九郎の窯で制作されたこと、「永仁二甲子（年）」の偽銘を刻んだのが加藤唐九郎自身である（唐九郎は当初、発見者とされた志段味村村長の長谷川佳隆が刻んだと主張していたが、筆跡が全く異なることや、当時の長谷川は病気で銘を刻める状態ではなかったことを指摘され、自分が彫ったと認めた）ことについては確実視されている。
なお、他に重要美術品に認定された偽作が少なくとも7点あるとされるが、これらについては認定解除が行われていない。
以上が事件のあらましであるが、事件以後は小山富士夫等が「永仁の壺」についての沈黙を守ったこともあり、その真相についてはなお不明な点があるとも言われる。
なお、山田風太郎は「この事件の後、重要文化財級の作品を作れる男として加藤の名声はかえって高くなった」と書いている。

## 来歴
「永仁の壺」と呼ばれた2本の瓶子の来歴は以下の通りである。

### 1号（水埜四郎政春銘）
刻銘は「奉施人 百山〔ママ〕妙理大権現 御寶前 尾州山田郡瀬戸御厨 水埜四郎政春 永仁二甲子年十一月 日」（強調は2号と刻銘が異なる箇所）。「百山」は「白山」の誤刻。「白山妙理大権現」とは現在の長滝白山神社のこと。
当初の新聞報道では1943年1月6日に愛知県東春日井郡志段味村上志段味（現・名古屋市守山区上志段）の道路工事現場から発掘されたとされ、のちに、志段味村村長で郷土史家でもあった長谷川佳隆が発掘したとされたが、関係者の証言によれば、実際には1942年12月に長谷川が加藤唐九郎から購入し、その後、唐九郎に「お宮から出たものだが、土から掘り出したことにしてくれ」と頼まれ、発掘物と偽って発表したという。1946年、日本陶磁協会理事の佐藤進三の仲介で、元代議士の田邊七六が5万円で購入。1950年6月26日、東京美術倶楽部で開かれた日本陶磁協会主催の「古瀬戸展」に2号とともに展示されたのち、売却され所在不明となる。行方不明の間に「ボストン美術館に流出した」という事実無根の噂が広まり、2号の重要文化財指定を後押しする一因となった。1966年に名古屋市のオリエンタル中村百貨店で開かれた「真贋展」に、作家白崎秀雄の仲介で、所蔵者名を秘密にするという条件で出品され、その後、現在に至るまで行方不明。日本陶磁協会理事長で唐九郎を批判していた梅澤彦太郎がひそかに入手して破壊した、という話を彦太郎の子の梅澤信二が証言しているが、真偽は不明。

### 2号（水埜政春銘）
刻銘は「奉施人 白山妙理大権現 御寶前 尾州山田郡瀬戸御厨 水埜政春 永仁二甲子十一月 日」。1号とは、「白山」と正しく彫られている、「四郎」「年」が欠落している、という違いがある。
戦後になって唐突に出現した。1946年末か1947年初め頃、加藤唐九郎が、1号同様に長谷川佳隆が発掘したものとして（実際は無関係）佐藤進三に売却を依頼し、鳥取県米子市の会社社長、深田雄一郎が7万円で購入。1959年6月27日、1号が行方不明となっていたため、2号のみが重要文化財に指定される。1960年、贋作疑惑発覚後、丸栄百貨店社長の川崎音三が日本電話施設社長で陶芸研究家でもあった本多静雄に買い戻しを提案、川崎・本多・唐九郎の3者が計150万円を出費して深田から買い戻し、川崎の所有となる。川崎の没後は本多が受け継ぎ、唐九郎没後の1987年、唐九郎旧宅に設立された翠松園陶芸記念館に寄贈された。

## 模造品
瀬戸市の陶工で古陶の模作を得意とした加藤宇助は、1954年4月に加藤唐九郎編『陶器辞典』の内容見本に掲載された「永仁の壺」の写真を見て、弟の又蔵とともに、同年7月に永仁の壺そっくりの模作を2本焼き上げた。永仁の壺が偽作であることが判明すると、宇助は脚光を浴びる。宇助が「永仁の壺」の模造品を作って売り出したところ、評判となり飛ぶように売れたという。このため、瀬戸の他の窯でも、形だけ似せた程度の杜撰な模造品の大量生産が行われ、全国に流布した。